# Perizoma argentipuncta
Perizoma argentipuncta là một loài bướm đêm trong họ Geometridae.